# Bigoli
Bigoli [ˈbiːɡoli] (tiếng Veneto: bìgołi) là một loại pasta ở dạng sợi dài và dày. Ban đầu, bigoli được làm bằng bột kiều mạch, nhưng hiện nay thường được làm bằng bột mì nguyên chất, và đôi khi còn bao gồm cả trứng vịt. Sau đó, quá trình chuẩn bị được đùn qua một bigolaro, từ đó món mì này có tên như vậy.
Bigoli là một thuật ngữ được sử dụng ở Veneto; một loại pasta tương tự được gọi là Pici được sản xuất tại Toscana.

## Lịch sử
Có nhiều phiên bản khác nhau về nguồn gốc của bigoli. Họ chỉ đồng ý rằng họ có nguồn gốc từ khu vực ngày nay là vùng Veneto. Một giả thuyết cho rằng, nguồn gốc của nó có từ thế kỷ 14 trong Chiến tranh Veneto-Thổ Nhĩ Kỳ. Sau khi người Thổ Nhĩ Kỳ đánh chìm nhiều con tàu của Veneto chở đầy durum, phần bột còn lại được kéo căng bằng bột mì được làm từ lúa mì thông dụng. Hỗn hợp mới được sử dụng cho bột nhào, tạo thành một sợi mì spaghetto lớn và được gọi là bigolo.
Năm 1604, một người sản xuất pasta đến từ Padua có tên là Bartolomio Veronese, được biết đến là Abbondanza, được cấp bằng sáng chế cho máy ép để làm bigoli. Đây là một thành công thực sự của bigoli.
Theo một phiên bản khác, bigoli là kết quả của sự phát triển hơn nữa của một loại mì ống đã phổ biến ở vùng Đông Bắc Ý. Chúng được nhắc đến lần đầu tiên với cái tên bigoli vào thế kỷ 15, tại tòa án của Giám mục Eraclea.